# Секс в большом городе (сезон 4)
«Секс в большом городе» (англ. Sex and the City) — популярный американский сериал кабельного телевидения, широко транслировавшийся во многих странах мира, в том числе и в России. Сериал снят в формате 25 минутных эпизодов в 1998—2004 годах и повествует о сексуальных похождениях четырёх подруг в возрасте около 30 в начале сериала и 40 к его окончанию, разных по характеру и темпераменту, но объединённых свободными взглядами на жизнь в динамичной атмосфере Нью-Йорка. В 2008 году состоялась премьера полнометражного кинофильма «Секс в большом городе», основанного на сериале. Сериал был снят на основе одноимённой газетной колонки Кэндес Бушнелл.

## Сюжет
Кэрри залечивает болезненные любовные раны и не может понять, кого же она любит сильнее: Эйдана или Мужчину своей мечты, и кого бы она хотела вернуть. Казалось, что Мужчина её мечты уже свободен от брака, и путь к нему снова открыт, но она всё же воздержалась от последующих отношений любовного плана с ним.
Шарлотта счастлива в браке с Треем, только вот постоянное вмешательство матери Трея Банни в их семейные дела её не устраивает, к тому же, как оказалось, у Трея имелись серьёзные проблемы с потенцией. На какое-то время они решили пожить отдельно друг от друга.
Стив, бывший возлюбленный Миранды, открывает бар совместно с Эйданом и благодарит за идею Миранду, чему она несказанно рада. Кэрри просит у Эйдана прощения и умоляет дать ей второй шанс. Они снова встречаются до тех пор, пока Эйдан не делает Кэрри предложение выйти замуж, на что та отвечает согласием.
Саманта после продолжительного романа со страстной художницей Марией понимает: жить с женщиной она не хочет. Через некоторое время она занимается пиар-кампанией отелей знаменитого бизнесмена Ричарда и в него же влюбляется.
У Стива обнаруживают рак яичек, ему делают операцию. Скорее из жалости, для «поддержки» Миранда проводит с ним ночь и беременеет. Она решает делать аборт, но, взвесив все за и против, всё-таки отказывается от этого и сообщает о ребёнке Стиву. Они решают вместе растить малыша, но не жениться, так как не любят друг друга.
В то же время, решив кое-как вопрос с потенцией Трея, Шарлотта снова начинает с ним жить и хочет забеременеть, но не может из-за проблем со своим здоровьем. Все её старания уходят на нет, она хочет усыновить ребёнка, Трей вроде как не против, но категорически против Банни. Пожив в такой обстановке какое-то время, Трей и Шарлотта решают расстаться уже навсегда и подают на развод.
Мужчина её мечты рад, что Кэрри нашла свою любовь, но не верит, что Эйдан ей подходит как спутник жизни. Эйдан в неплохих отношениях с Бигом, но тщательно скрывает свою ревность и торопит Кэрри со свадьбой. Кэрри пугает такая поспешность, и она просит немного подождать. У Эйдана лопается терпение, и они расстаются. Тут же Кэрри узнаёт, что Мужчина её мечты уезжает в Калифорнию, где купил дом и виноградники. Он опять сообщает об этом Кэрри в последний момент. Саманта интуитивно не доверяет Ричарду и начинает за ним слежку. Её опасения подтверждаются: Ричард изменил ей с другой женщиной. Саманта не может простить этого и бросает его. А в то время, когда Кэрри основательно подготовилась к прощальной встрече с Бигом, решая провести с ним сказочную ночь, у Миранды начинаются роды. Миранда родила мальчика и назвала его Брэйди. Кэрри не смогла провести вечер с Бигом, но почти об этом не жалеет и в глубине души понимает, что продолжает любить Мужчину своей мечты и совсем не вспоминает об Эйдане.

## Приглашённые звёзды
- Крис Нот — Мужчина Её Мечты
- Джон Корбетт — Эйдан Шоу
- Кайл МакЛахлен — Трей МакДугалл
- Костас Мандилор — францисканский монах
- Юл Васкес — Фил
- Дэвид Эйгенберг — Стив Брэйди
- Джеймс Ремар — Ричард Райт
- Уилли Гарсон — Стэнфорд Блэтч
- Маргарет Чо — Линн
- Алан Камминг — Оскар
- Тони Хейл — Тайгер
- Джеймс Маккэффри — Пол Денай
- Марио Кантоне — Энтони Марантино
- Крейг Бирко — Рэй Кинг
- Фрэнсис Стэрнхаген — Банни МакДугалл
- Соня Брага — Мария
- Джим Гаффиган — Дуг
- Сьюзан Миснер — Шайна
- Бекки Энн Бейкер — Бетси
- Мэри Пэт Глисон — Люсиль
- Аасиф Мандви — Дмитрий
- Лин Коэн — Магда
- Кэндис Бёрген — Инид Мид из Вог
- Хайди Клум — Играет саму себя
- Люси Лью — Играет саму себя

## Эпизоды
| № общий | № в сезоне | Название                                                       | Режиссёр          | Автор сценария                   | Дата премьеры   | Зрители в США (млн) |
| --- | ---------- | -------------------------------------------------------------- | ----------------- | -------------------------------- | --------------- | ------------------- |
| 49 | 1          | «Терзания и удовольствие» «The Agony & The 'Ex'-tacy»          | Майкл Патрик Кинг | Майкл Патрик Кинг                | 3 июня 2001     | 6.49                |
| Как найти свою вторую половину в таком большом городе, как Нью-Йорк? Да и нужна ли она вообще? Саманта влюбляется в священника-францисканца и решает соблазнить его. Шарлотта готовится к серьёзному разговору с Треем, чтобы окончательно расставить все точки над "i" в их отношениях. Кэрри исполняется 35 лет и она заказывает столик в одном из самых фешенебельных ресторанов, но из-за пробок никто из друзей не приезжает. |            |                                                                |                   |                                  |                 |                     |
| 50 | 2          | «Моя настоящая жизнь» «The Real Me»                            | Майкл Патрик Кинг | Майкл Патрик Кинг                | 3 июня 2001     | 5.93                |
| Кэрри предлагают принять участие в показе мод на Неделе высокой моды. Она отказывается, но узнав, что её выбрали сами "Дольче и Габбана", соглашается. Однако в последний момент вместо роскошного синего вечернего платья "Габбана" ей предлагают надеть расшитые бисером трусики. Шарлотта подозревает, что у неё некоторые женские проблемы. От доктора она уходит с диагнозом "депрессия половых органов". В спортзале Миранда знакомится с парнем, который считает её очень сексуальной. Саманта решила запечатлеть себя обнаженной, чтобы оставить память о своем прекрасном теле внукам и правнукам. |            |                                                                |                   |                                  |                 |                     |
| 51 | 3          | «Определить — значит понять» «Defining Moments»                | Аллен Култер      | Дженни Бикс                      | 10 июня 2001    | 5.48                |
| Став друзьями, Биг и Кэрри весело проводят время в музыкальных клубах. В одном из них они знакомятся с контрабасистом, который начинает ухаживать за Кэрри. В галерее Шарлотты Саманта знакомится с известной художницей-лесбиянкой. Тяга между женщинами растет, и Саманта решает попробовать нетипичные для неё отношения. Шарлотта не уверена, все ли в их отношениях с Треем правильно. Он предпочитает заниматься с ней любовью в общественных местах, но только не дома. Шарлотта решает поставить вопрос ребром: либо они любят друг друга в спальне, либо им придется попрощаться. Миранда в шоке от того, что её новый друг настолько доверительно к ней относится, что даже, отправляясь в туалет, оставляет дверь открытой настежь.                                                                             |            |                                                                |                   |                                  |                 |                     |
| 52 | 4          | «При чём тут секс?» «What's Sex Got To Do With It?»            | Аллен Култер      | Николь Аврил                     | 17 июня 2001    | 5.13                |
| Возможен ли секс без серьёзных отношений и серьёзные отношения без секса? Нужна ли любовь, для того чтобы испытать самый потрясающий в своей жизни оргазм? После очередной встречи с Реем Кэрри пытается ответить себе на эти вопросы. Шарлотта с Треем наконец-то переместились в спальню. Но в их отношениях ничего не поменялось. Шарлотта все так же вынуждена каждое утро ехать к себе домой. Миранда завязала с мужчинами, заменив отношения шоколадом. После очередного торта, съеденного в одиночестве, она все же решила вернуться к нормальной жизни. Саманта рассказала подругам о своих потрясающих отношениях с Марией. |            |                                                                |                   |                                  |                 |                     |
| 53 | 5          | «Город призраков» «Ghost Town»                                 | Майкл Спиллер     | Аллан Хэйнберг                   | 24 июня 2001    | 5.84                |
| Случайно во время прогулки Кэрри и Миранда встречают своих бывших любовников - Стива и Эйдана. Вскоре Миранда получает от Стива приглашение на открытие их собственного с Эйданом бара. Кэрри тоже получает приглашение, но очень боится лицом к лицу встретиться с Эйданом. Шарлотта задумала купить новую кровать. Но даже тут не обошлось без мамы Трея, которая непременно хотела, чтобы в спальне у супругов стояла кровать с оборочками. Шарлотте пришлось очень серьёзно поговорить со свекровью... Мария устроила Саманте сцену ревности с битьем посуды. |            |                                                                |                   |                                  |                 |                     |
| 54 | 6          | «Меньше слов и больше дела» «Baby, Talk Is Cheap»              | Майкл Спиллер     | Синди Чупак                      | 1 июля 2001     | 5.47                |
| Кэрри понимает, что все это время скучала по Эйдану. Наконец она решает отправить ему письмо по Интернету. Не дождавшись ответа, она звонит ему и приглашает встретиться. После "свидания" Кэрри просит его вернуться... Шарлотта и Трей пытаются завести ребёнка, но после того, как их посетила многодетная семья, пыл супругов слегка поостыл. Миранда знакомится с марафонцем, а Саманта теряет прекрасного любовника из-за того, что он невыносимо коверкает слова и играет в маленького мальчика в постели. |            |                                                                |                   |                                  |                 |                     |
| 55 | 7          | «Преступление и Наказание» «Time & Punishment»                 | Майкл Энглер      | Джессика Бэндинджер              | 8 июля 2001     | 5.59                |
| После того как Биг позвонил Кэрри, Эйдан становится очень отстраненным. Шарлотта решает уйти с работы, чтобы не разрываться между домом и галереей. Она подыскивает себе подходящую замену. Миранда неудачно потянула шею и теперь тоже вынуждена временно оставаться дома. Ну а у Саманты как всегда новый друг, с которым она познакомилась в "битве" за такси. |            |                                                                |                   |                                  |                 |                     |
| 56 | 8          | «Мой компьютер и я» «My Motherboard, My Self»                  | Майкл Энглер      | Джули Роттенберг и Элиза Зурицки | 15 июля 2001    | 5.37                |
| Бороться с неприятностями в одиночку очень тяжело, а поэтому иногда стоит принимать помощь от друзей и близких. У Кэрри "накрылся" компьютер, а вместе с ним и всё то, что она когда-либо писала. У Миранды умерла мама. Чтобы поддержать подругу, Шарлотта, Кэрри и Саманта едут на похороны. |            |                                                                |                   |                                  |                 |                     |
| 57 | 9          | «Секс за городом» «Sex & The Country»                          | Майкл Спиллер     | Аллан Хэйнберг                   | 22 июля 2001    | 5.80                |
| Кэрри едет с Эйданом в его загородный дом. Скука заставляет её вернуться в город, где она встречается с Бигом. Бывший мужчина её мечты по уши влюблён в актрису, которая отвечает ему взаимностью, но держит на расстоянии. Кэрри приходится стать "жилеткой". У Стива обнаружен рак яичка. Миранда пытается, как может, поддержать бывшего друга. А в это время Шарлотта с Треем предпринимают попытки зачать ребёнка... |            |                                                                |                   |                                  |                 |                     |
| 58 | 10         | «Благородные дамы и мужские достоинства» «Belles Of The Balls» | Майкл Спиллер     | Майкл Патрик Кинг                | 29 июля 2001    | 5.98                |
| После нескольких месяцев стараний Шарлотта всё ещё не может забеременеть. Саманта отправляется на собеседование в крупную фирму, но ей отказывают. И только потому, что она – женщина. После операции Стив решает сделать себе искусственное яичко. Миранда отговаривает его и, чтобы он не комплексовал, проводит с ним ночь. |            |                                                                |                   |                                  |                 |                     |
| 59 | 11         | «Если бы да кабы» «Coulda, Woulda, Shoulda»                    | Дэвид Френкель    | Дженни Бикс                      | 5 августа 2001  | 5.87                |
| Миранда в ужасе. Она беременна... Ребёнок не входил в её планы, и она решается на аборт, чем вызывает гнев Шарлотты, у которой, как выяснилось, очень малая вероятность забеременеть от Трея. Кэрри рассказывает Эйдану о беременности Миранды, но просит не говорить об этом Стиву. Из-за пристрастия к сумочкам Саманта теряет прекрасного клиента – известную актрису Люси Лью. |            |                                                                |                   |                                  |                 |                     |
| 60 | 12         | «Просто скажи „Да“» «Just Say Yes»                             | Дэвид Френкель    | Синди Чупак                      | 12 августа 2001 | 6.64                |
| Шарлотта в отчаянии. Её желание иметь ребёнка становится настолько велико, что она записывается в очередь на усыновление китайского ребёнка. Миранда рассказывает Стиву о своей беременности, и он делает ей предложение. Кэрри находит в сумке Эйдана обручальное кольцо. Мысль о том, что ей предстоит ответить на предложение руки и сердца, приводит её в ужас. Тем более, что кольцо очень некрасивое. |            |                                                                |                   |                                  |                 |                     |
| 61 | 13         | «Худой мир лучше добрый ссоры» «The Good Fight»                | Чарльз Макдугалл  | Майкл Патрик Кинг                | 6 января 2002   | 7.30                |
| Кэрри на грани нервного срыва. Вещи Эйдана занимают всё её жизненное пространство. До сих пор Саманта считала, что с новым боссом её связывают только работа и секс. Но после того как он устроил ей романтический ужин, её сердце дрогнуло... Шарлотта не на шутку поссорилась с Треем, когда он, чтобы утешить её, принёс домой... картонного малыша. Миранду занимает только один вопрос: неужели ей предстоит прожить без секса целых девять месяцев? |            |                                                                |                   |                                  |                 |                     |
| 62 | 14         | «Не всё то золото, что блестит» «All That Glitters...»         | Чарльз Макдугалл  | Синди Чупак                      | 13 января 2002  | 6.81                |
| Трей и Шарлотта подали на развод. Чтобы "отметить" это печальное событие, Кэрри, Саманта, Миранда и Шарлотта отправляются в гей-клуб на вечеринку. Миранда случайно встречает там своего коллегу по работе. Он просит её не разглашать его тайну. Миранда даёт слово и, в свою очередь, рассказывает ему, что она беременна, но об этом не должны узнать на работе. Под влиянием немалой дозы экстази, Саманта признается Ричарду в любви... |            |                                                                |                   |                                  |                 |                     |
| 63 | 15         | «Смена декораций» «Change Of A Dress»                          | Алан Тейлор       | Джули Роттенберг и Элиза Зурицки | 20 января 2002  | 5.02                |
| Кэрри ужасно боится, что Эйдан вновь заговорит о браке. Страх потерять свою свободу, надев на палец кольцо, ставит её перед выбором: либо Эйдан, либо Кэрри Брэдшоу... Чтобы побороть депрессию, Шарлотта учится бальным танцам. Миранда никак не может понять, почему все дамы, услышав, что у неё будет мальчик, расплываются в улыбке, тогда как сама она ровным счётом ничего не чувствует к будущему малышу. Саманта устраивает Ричарду сцену ревности с допросом. Она, менявшая мужчин как перчатки, глубоко уязвлена, что Ричард спит не только с ней... |            |                                                                |                   |                                  |                 |                     |
| 64 | 16         | «Игра стоит свеч» «Ring A Ding Ding»                           | Алан Тейлор       | Эми Б. Харрис                    | 27 января 2002  | 7.20                |
| Кэрри пришлось расстаться с Эйданом. В качестве прощального подарка она получила от него уведомление о том, что ей либо придется съехать с квартиры, либо выкупить её. На принятие решения ей даётся 30 дней. Проверив свои банковские счета и наличность, Кэрри приходит в ужас. Она даже не может взять кредит. Приходится звонить старому другу - бывшему мужчине бывшей мечты... От курьера Саманта узнает, что все подарки, которые ей дарил Ричард покупал не он сам, а его посыльный. И даже открытки подписывал не он. Тогда Саманта придумывает план, как заставить Ричарда признаться ей в любви... |            |                                                                |                   |                                  |                 |                     |
| 65 | 17         | «Идея в стиле Vogue» «A 'Vogue' Idea»                          | Марта Кулидж      | Алан Хэйнберг                    | 3 февраля 2002  | 4.34                |
| Кэрри предлагают написать ряд статей для одного из самых модных журналов мира "Вог". Ричард даёт Саманте понять, что в свой день рождения хотел бы заняться любовью втроём. С каждым днём Миранде становится всё труднее совмещать работу с ролью женщины, ожидающей ребёнка. Чтобы помочь подруге, Шарлотта взялась за организацию вечеринки в честь будущей мамы. |            |                                                                |                   |                                  |                 |                     |
| 66 | 18         | «Мой любимый Нью-Йорк» «I Heart NY»                            | Марта Кулидж      | Майкл Патрик Кинг                | 10 февраля 2002 | 7.39                |
| Осень в Нью-Йорке. Чтобы развеять грусть-тоску, Кэрри отправляется в гости к мистеру Бигу и с ужасом узнает, что её бывшая мечта собирается переехать в Калифорнию. Расставание должно быть приятным, а поэтому на прощанье Кэрри решила подарить Бигу вечер. Однако романтического ужина, переходящего в страстную ночь у них не получилось. Именно в этот вечер Миранде "приспичило" родить, естественно, не без присутствия Кэрри. К своему ужасу Саманта влюбилась в Ричарда, и мысль о том, что, помимо неё, он спит ещё с добрым десятком женщин, лишила её покоя. Саманта решила выследить своего "благоверного". После разлуки с Треем Шарлотта впервые согласилась пойти на свидание. Однако новый ухажер проявил такую бурю эмоций при виде её шикарной квартиры, что Шарлотте пришлось срочно с ним расстаться. |            |                                                                |                   |                                  |                 |                     |